# Lophodermium seditiosum

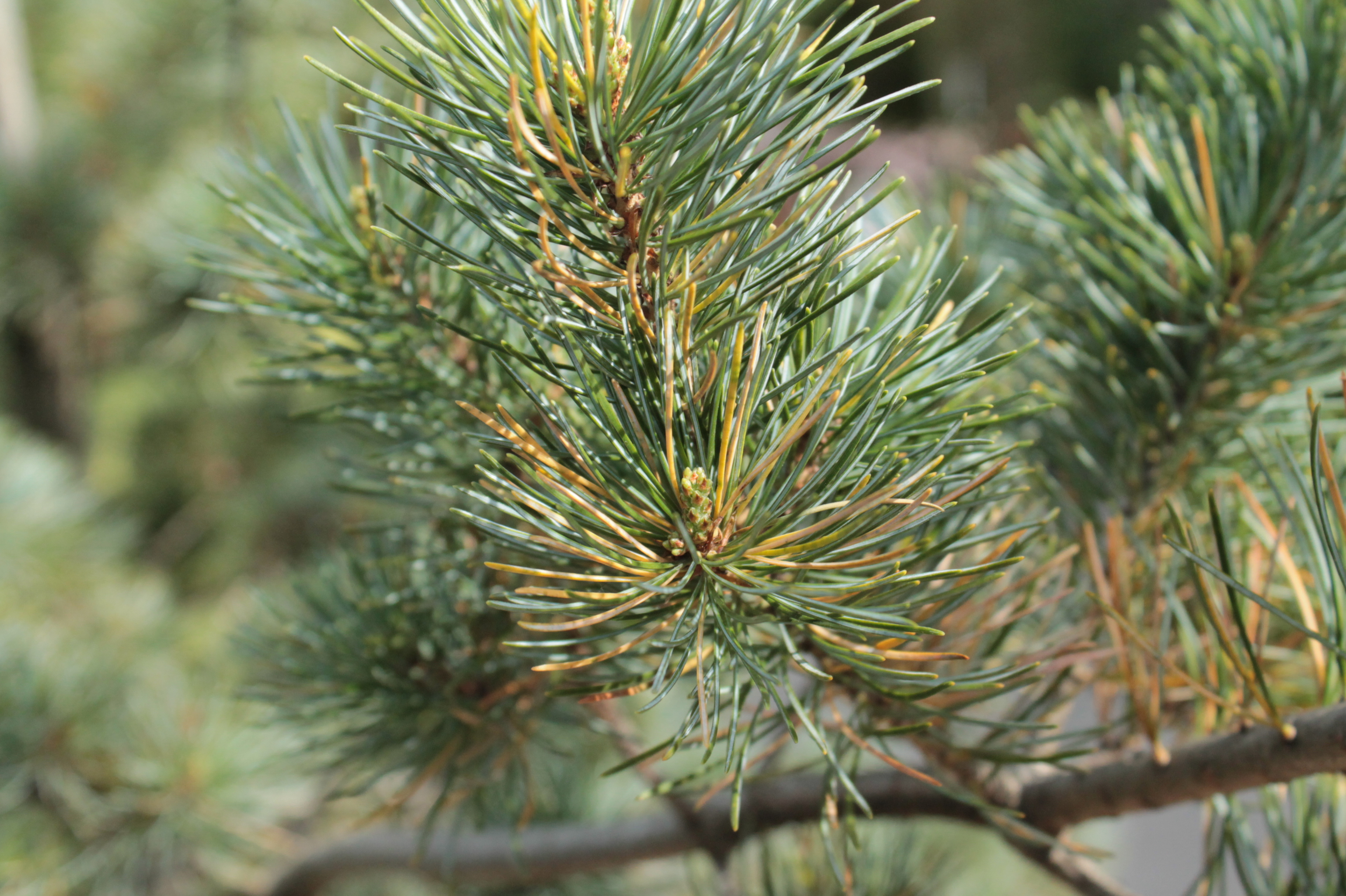
Wiosenna osutka sosny wywołana przez Lophodermium seditiosum

Lophodermium seditiosum Minter, Staley & Millar – gatunek grzybów z rodziny łuszczeńcowatych (Rhytismataceae). Pasożyt, jeden z patogenów wywołujących choroby sosny (Pinus) o nazwie wiosenna osutka sosny.

## Systematyka i nazewnictwo
Pozycja w klasyfikacji według Index Fungorum: Lophodermium, Rhytismataceae, Rhytismatales, Leotiomycetidae, Leotiomycetes, Pezizomycotina, Ascomycota, Fungi.
Po raz pierwszy takson ten opisali w 1978 r. David William Minter, John M. Staley i C.S. Millar na igłach sosny pospolitej.
Synonimy:
- Depazea linearis Rostr. 1883
- Leptostroma austriacum Oudem 1904
- Leptostroma rostrupii Minter 1980[3].

## Morfologia i rozwój
Anamorfa jest pasożytem. Owocniki typu pyknidia tworzy na obydwu stronach żywych igieł (poniżej 20% po stronie odosiowej), w stanie wilgotnym są czarne, w stanie suchym czarne w środku na ponad połowie całkowitej powierzchni owocnika, pozostała część jest szara otoczona czarną linią o długości 800–1500 µm. Pyknidia tworzą się pod skórką igieł i często zrastają się z sobą. Mają długość 300–500 µm. Konidia pałeczkowate o długości 6–8 µm.
Teleomorfa jest saprotrofem. Apotecja o długości 0,7–2 mm rozwijające się całkowicie pod skórką żywiciela. Tylko szpara ujściowa apotecjum znajduje się na zewnątrz skórki. Tworzy się ona równolegle do dłuższej osi apotecjów i ma zdolność otwierania się lub zamykania w zależności od wilgotności otoczenia. Na dnie miseczek brak komórek skórki, co odróżnia L. seditiosum od L. pinastri. Wargi szpary szkliste lub zielonkawe, czasami niebieskawe. Worki unitunikowe, cylindryczne, 8-zarodnikowe, o długości 90–120 µm i szerokości 11–13 µm. Wstawki nitkowate, tej samej długości co worki, o końcach zazwyczaj prostych i nienabrzmiałych, czasami haczykowatych. Askospory nitkowate, czasami zwinięte spiralnie na końcu worka, o długości 6–8 µm długości i szerokości około 1,2 µm, otoczone galaretowatą osłonką.
Infekcji dokonują unoszące się w powietrzu askospory. Dochodzi do tego podczas wilgotnej pogody. Na igłach porażonych przez L. seditiosum nie występują poprzeczne pasma obejmujące cały obwód igły.
W hodowli na 2% agarze słodowym kolonie rosną szybciej niż L. pinastri. Początkowo są białe, potem brunatne. Konidia tworzą się dość słabo.

## Występowanie
Znane jest występowanie L. seditiosum w Ameryce Północnej i Europie. Opisano jego występowanie na sosnach Pinus sylvestris, P. resinosa, P. nigra, P. montezumae, P. halepensis, P. virginiana, ale prawdopodobnie występuje także na innych sosnach.